# نفساني
الأخصائي النفسي أو عالم النفس أو النفساني، هو المختص في علم النفس وهو اختصاص معقد لأنه يضم عدة مجالات وتيارات نظرية وتطبيقية من أهمها علم النفس السريري والمعرفي والاجتماعي والتطوري وهذه المجالات متفرعة عن علم النفس. والأخصائي النفسي هو المختص في تيار علمي محدد يمكن أن يكون الأداء الوظيفي النفسي أو الأمراض النفسية أو السلوك الإنساني أو شخصية الإنسان أو العلاقة ما بين البشر.